# Собор Святого Павла (Валлетта)
Собор Святого Павла — англиканский храм в Валлетте, столице Мальты, выполненный в неоклассическом стиле. Инициатором его строительства является английская королева Аделаида, которая во время своего визита на остров в XIX веке узнала об отсутствии там англиканского храма. Строительство было начато 20 марта 1839 года и завершилось в 1844 году.
Собор находится на площади Независимости. Главный фасад, украшенный коринфскими колоннами, имеет около 60 м в высоту. Собор не является кафедральным, принадлежа к епархии Гибралтара.